# Emil Voigt (mezzofondista)
Emil Robert Voigt (Ardwick, 31 gennaio 1883 – Auckland, 15 ottobre 1973) è stato un mezzofondista britannico, campione olimpico delle 5 miglia a Londra 1908.

## Palmarès
| Anno | Manifestazione  | Sede   | Evento   | Risultato | Prestazione | Note |
| ---- | --------------- | ------ | -------- | --------- | ----------- | ---- |
| 1908 | Giochi olimpici | Londra | 5 miglia | Oro       | 25'11"2     |      |